# National

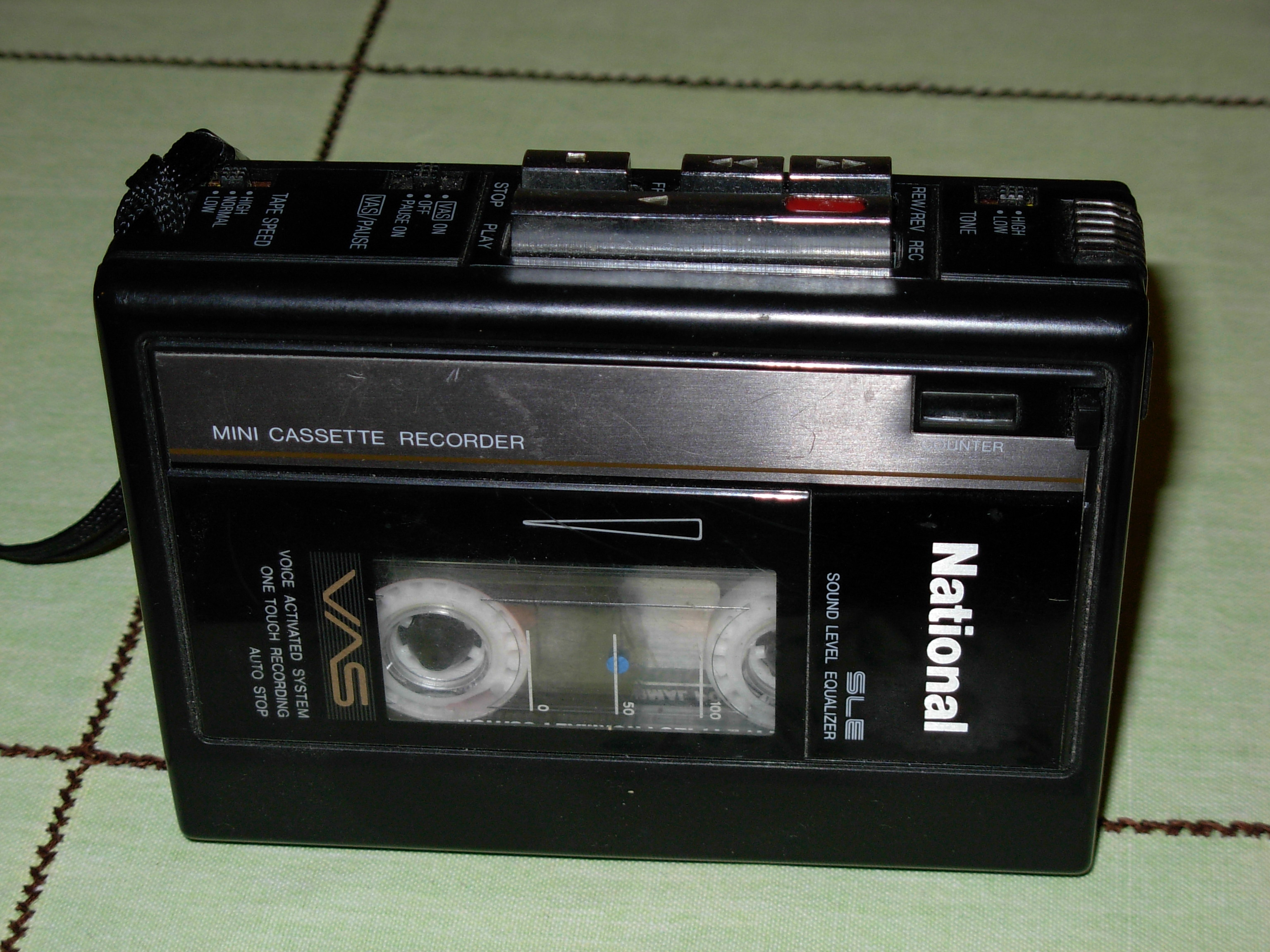
Gravador portátil de fita cassete da National.

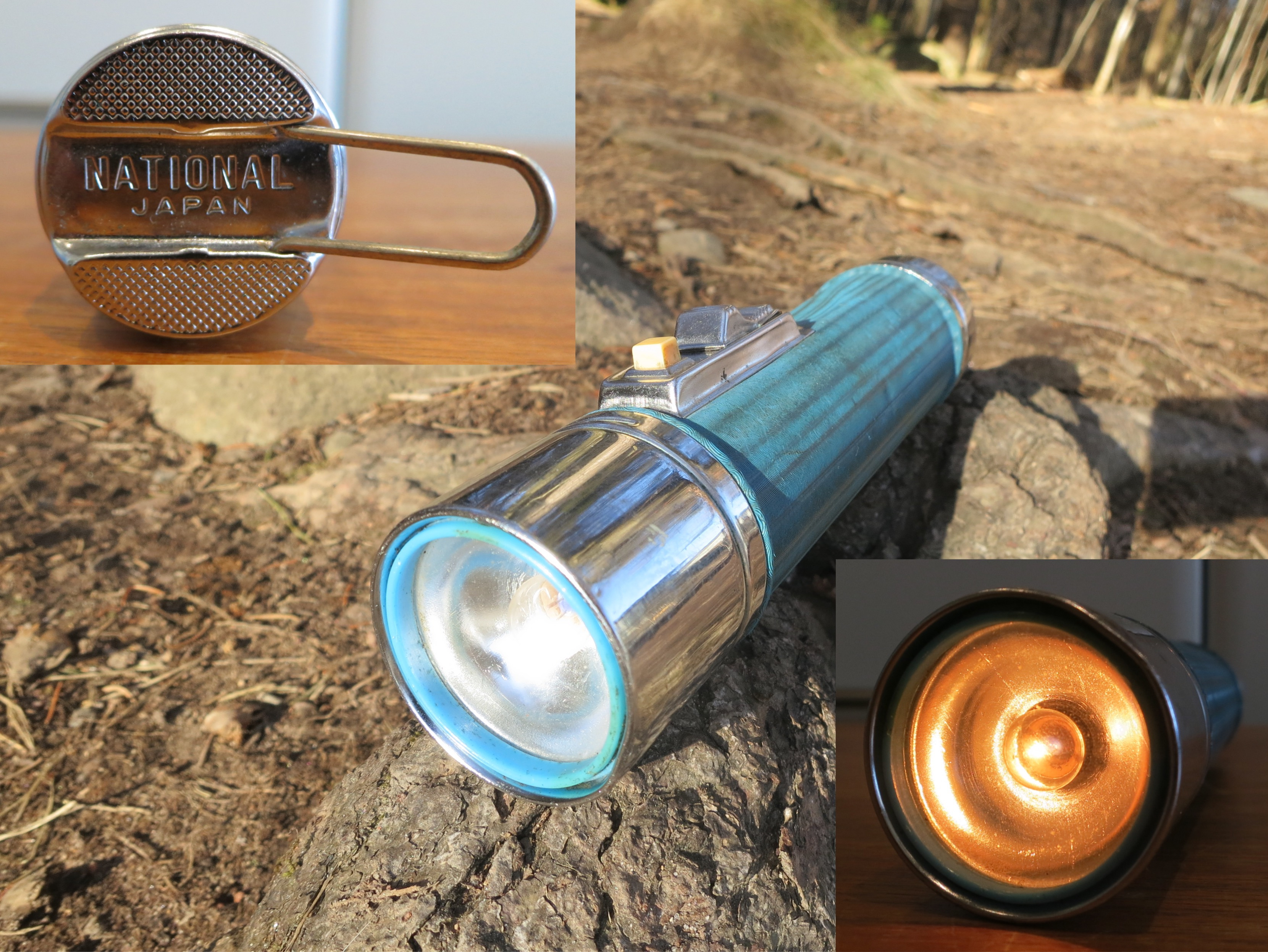
Lanterna da marca National da década de 1970.

National foi uma marca japonesa de eletrodomésticos, de propriedade da Panasonic (anteriormente Matsushita Electric Industrial Co., Ltd.) para vender eletrodomésticos, aparelhos pessoais e aparelhos industriais. Foi o primeiro nome usado pela empresa de elétrica Konosuke Matsushita para vender suas lâmpadas de bicicleta a pilhas, esperando que eles fossem um produto usado por todo o Japão, originando então o nome "National". Nacional antigamente era a marca principal da maioria dos produtos Matsushita, incluindo áudio e vídeo e foi muitas vezes combinados como "National Panasonic", após o sucesso mundial do nome Panasonic.
A marca atualmente detém os direitos da americana National Semiconductor também de posse da Panasonic.
Este nome possui grande popularidade no Brasil, onde a marca teve produtos de áudio e vídeo de alta qualidade e competências, sendo reconhecida até atualmente. Este nome começou a ser trocado por Panasonic por volta do ano de 1985, com os produtos de vídeo (como videocassetes e televisões), e apenas no ano de 1989 para os produtos de áudio.